# Ga Sau
Ga Sau (Văn phòng Gimpo) (Tiếng Hàn: 사우(김포시청)역, Hanja: 沙隅(金浦市廳)驛) là ga tàu điện ngầm của Tuyến Gimpo Goldline nằm ở Gimpo-si, Gyeonggi-do.

## Lịch sử
- 20 tháng 6 năm 2016: Tên ga được xác nhận là Ga Tòa thị chính Gimpo (金浦市廳驛)[1]
- 3 tháng 8 năm 2018: Đổi tên ga thành Ga Sau (Tòa thị chính Gimpo)[2]
- 28 tháng 9 năm 2019: Bắt đầu hoạt động

## Bố trí ga
| ↑ Geolpo Bukbyeon |
| \| W/B            |
| Pungmu ↓          |

| Hướng Tây  | ●Tuyến Gimpo Goldline | ← Hướng đi Yangchon                |
| Hướng Đông | ●Tuyến Gimpo Goldline | → Hướng đi Sân bay Quốc tế Gimpo → |

## Xung quanh nhà ga
- Khu liên hợp thể thao Gimpo
- Tòa thị chính Gimpo
- Trường trung học kỹ thuật Gimpo Jeil
- Trường tiểu học Geumpa
- Trường trung học Geumpa
- Trường tiểu học Sáu
- Trường THPT Sau
- Trung tâm Y tế Công cộng Thành phố Gimpo
- Khu liên hợp thể thao Gimpo
- Trung tâm phúc lợi hành chính Sau-dong
- Trung tâm phúc lợi người cao tuổi thành phố Gimpo
- Trung tâm Y tế Công cộng Gimpo
- Quỹ Phát triển Thanh niên Thành phố Gimpo
- Hội đồng thành phố Gimpo